# Двоголовий шпигун
«Двоголовий шпигун» (англ. The Two-Headed Spy) — британський трилер 1958 року.

## Сюжет
Агент британських секретних служб, впроваджений в Німеччину в 1914 році, з часом проникає в керівництво нацистів під виглядом генерала Алекса Шотланда. Він знаходить підтримку і довіру у вищих чинів Третього Рейху, включаючи самого Гітлера. Свій зв'язок із представниками союзників Алекс тримає через годинникового майстра Корназа і співачку нічного клубу Лілі. Але незабаром виконання небезпечного завдання опиняється під загрозою, коли Алекс по-справжньому закохується в дівчину.

## У ролях
| Актор            | Роль                  |
| ---------------- | --------------------- |
| Джек Гоукінс     | генерал Алекс Шотланд |
| Майкл Кейні      | агент гестапо         |
| Гія Скала        | Лілі Гейр             |
| Ерік Шуман       | лейтенант Рейніш      |
| Александр Нокс   | голова гестапо Мюллер |
| Фелікс Ейлмер    | Корназ                |
| Волтер Гадд      | адмірал Канаріс       |
| Едвард Андердаун | Кальтенбруннер        |
| Лоуренс Нейсміт  | генерал Гаузер        |
| Джеффрі Бейлдон  | Дітц                  |
| Кеннет Гріффіт   | Адольф Гітлер         |
| Роберт Крюдсон   | перший агент гестапо  |
| Гаррієтт Джонс   | Карен Коршер          |
| Мартін Бенсон    | генерал Вагнер        |
| Віктор Вулф      | лихвар                |
| Річард Грей      | фельдмаршал Кейтель   |
| Рональд Гайнс    | німецький капрал      |
| Дональд Плезенс  | генерал Гардт         |
| Мартін Бодді     | генерал Оптіц         |
| Бернард Фокс     | лейтенант             |